# 岛屿家园
《岛屿家园》（英语：Island Home）是英国皇家属地泽西行政区的官方颂歌。这首歌在2008年由泽西官方举办的一次官方颂歌挑选比赛中胜出，成为泽西官方颂歌。这首歌的作者是热拉尔·勒菲弗。

## 歌词
| -{Ours is an Island home Firm on rock and strong by sea Loyal and proud in history Our thankful hearts are Raised to God for Jersey.}-                           | 這是我們的岛屿家園， 像磐石一樣，堅強地面對大海， 自古忠誠而自豪， 為了澤西， 我們把感恩的心獻給上帝。 |
| -{The beauty of our land. Long inspired both eye and mind. Ours the privilege to guard its shore. So help we God That Jersey might through grace endure. Amen.}- | 我們家園的美麗， 開闊視野，震撼心靈。 我們有幸保衛她的海岸， 求上帝幫助我們， 讓恩澤遍佈澤西。 阿们。  |